# أسفل الشعب

تعديل مصدري - تعديل

أسفل الشعب هي إحدى قرى عزلة القارة بمديرية رصد التابعة لمحافظة أبين، بلغ تعداد سكانها 139 نسمة حسب تعداد اليمن لعام 2004.